# ウィリアム・マリンズ (第2代ヴェントリー男爵)
第2代ヴェントリー男爵ウィリアム・タウンゼンド・マリンズ（英語: William Townshend Mullins, 2nd Baron Ventry、1761年9月25日 – 1827年10月5日）は、アイルランド王国出身の政治家、貴族。1800年2月から8月までアイルランド庶民院議員を務めた。

## 生涯
初代ヴェントリー男爵トマス・マリンズと妻エリザベス（Elizabeth、1736年9月14日 – 1823年1月16日、タウンゼンド・ガンの娘）の息子として、1761年9月25日に生まれた。1779年6月7日、ダブリン大学トリニティ・カレッジに入学した。
1800年2月から8月までディングル選挙区の代表としてアイルランド庶民院議員を務めた。
1824年1月11日に父が死去すると、ヴェントリー男爵位を継承した。
1827年10月5日にブローニュ＝シュル＝メール近郊のシャトー・ド・ラ・コッシュリー（Chateau de la Cocherie）で死去、弟タウンゼンドの息子トマス・タウンゼンド・アレンバーグが爵位を継承した。

## 家族
1784年7月12日、サラ・アン・フォークナー（Sarah Anne Falkiner、1788年11月没、初代準男爵サー・リグス・フォークナーの娘）と結婚、2女をもうけた。
- アンナ - 1811年2月9日、リチャード・オーペン・タウンゼンド（Richard Orpen Townsend、リチャード・オーペン・タウンゼンドの息子）と結婚
- エリザベス（1820年4月20日没） - 1810年12月17日、ニコラス・デ・ラ・シェロイス・クロンメリン（Nicholas de la Cherois Crommelin、1863年没）と結婚、子供あり

1790年5月12日にフランシス・エリザベス・セージ（Frances Elizabeth Sage、アイザック・セージの娘）と再婚したが、1796年3月の議会立法を経て離婚した。
1797年9月10日、クララ・ジョーンズ（Clara Jones、1837年1月17日没、ベンジャミン・ジョーンズの娘）と再婚、1男をもうけた。
- トマス（1798年8月12日 – 1817年5月31日） - 生涯未婚[2]